# マミラピンアタパイ
マミラピンアタパイ（mamihlapinatapai、ときにmamihlapinatapeiとも書かれる）は、ティエラ・デル・フエゴ諸島のヤーガン語由来の言葉である。ギネス・ブックに「最も簡潔な言葉」として登録されており、また最も翻訳の困難な言葉の一つとされる。
意味は「双方がしたいと思いながらも自らしようとはしない事をどちらかがし始めるのを望んで互いに見ていること」とされる。恋愛に関する意味に捉える解釈も存在する。
ボランティアのジレンマを説明するときに用いられることがある。
また、この言葉は「Defining the World」でも、サミュエル・ジョンソンが簡潔でありながらかつ精確に言葉を定義しようとしたときに直面した困難についての議論の中で触れられている。
この言葉は、再帰/受動の接頭辞である ma- (母音の前では mam- )、「次にどうすればよいのか途方に暮れる」という意味である語根 ihlapi 、状態を表す接尾辞 -n 、到達を表す接尾辞 -ata 、双数を表す接尾辞 -apai から成っている。